# 神苑会

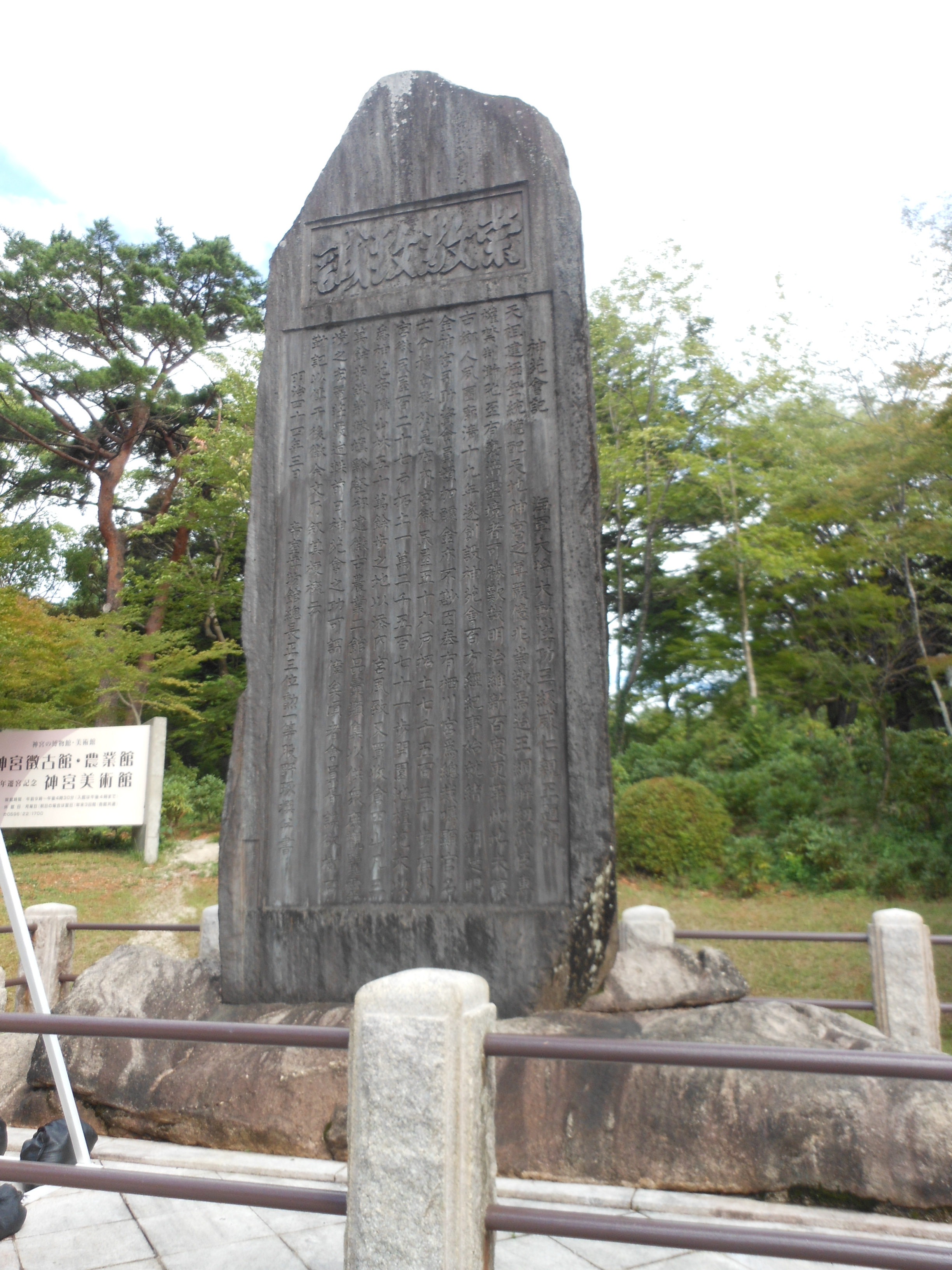
神苑会の碑（三重県伊勢市）

財団法人神苑会（しんえんかい）は、かつて、1886年から1911年までの間に存在した財団法人。
1886年に、伊勢神宮周辺の民家から発生した火災が神宮へ延焼することを防止するなどを目的に、有栖川宮熾仁親王を総裁、吉井友実を会頭とし、古市の旅館「備前屋」の太田小三郎を中心に結成された。神宮神苑の美観と清浄を確保するためとして、民家の土地買収を行なっていた。1911年に解散した。
神苑会は、神苑の整備のほか、以下の神宮関係施設の建設を目的とした。
- 1887年に伊勢神宮に参拝する賓客の休憩・宿泊施設として賓日館を建設。歴代諸皇族、各界要人が宿泊したが、1911年に隣接する二見館(三重県初の政府登録国際観光ホテル)の若松徳平に払い下げられ、二見館の別館として1999年まで貴人の宿泊所として利用されたものの、二見館の休業にともない、2003年に二見町に寄贈され、その後は一般公開されている[2]。
- 1891年に外宮前に日本最古の産業博物館である神宮農業館を創設した。神宮農業館は1905年に倉田山に移築され、完了後に神宮へ奉納された。その後解体されたが、1996年に復元された。
- 1909年には、ヴェルサイユ宮殿を模した前庭を持つ神宮徴古館が完成した。1911年4月に周辺の土地、建物を含め、神宮へ奉納された。第二次世界大戦の戦火（宇治山田空襲）で焼失したが、1953年に一部形を変えて復元された。
- 1906年、神宮司庁所蔵の図書などを保管するために神宮文庫を宇治館町に建設。しかし、蔵書数が収蔵可能数を飽和したので、倉田山に移転、所蔵書籍の管理を神宮皇學館（現在の皇學館大学）に移した。